# Flixton (Wielki Manchester)
Flixton – miejscowość w Anglii, w hrabstwie Wielki Manchester, w dystrykcie metropolitalnym Trafford. W 2011 miejscowość liczyła 10 786 mieszkańców.